# Agitato
Agitato (italienisch für ‚unruhig, erregt, aufgeregt, ungestüm‘) ist eine musikalische Vortragsbezeichnung. Sie bedeutet, dass eine unruhige und bewegte Musizierweise zu wählen ist. Diese Vortragsanweisung wird meistens an Tempoangaben wie andante oder allegro angehängt, so dass diese sich ein wenig in Richtung presto verändern können.